# Balassa P. Tamás
Balassa P. Tamás (Budapest, 1922. november 17. – Budapest, 2010. október 18.) magyar zeneszerző, karmester, zongoraművész, hangszerelő.

## Élete
Apja Balassa Árpád (1894–1984) építészmérnök, anyja Balassa Árpádné, született Radó Lili, művésznevén B. Radó Lili (1896–1977) költő, ifjúsági író, műfordító. Nagybátyja Radó István (1891–1972) gyártásvezető, producer, filmújságíró. Anyai nagyanyjának bátyja Vadász Lipót (1861–1924) jogász, politikus.
Tanulmányait a székesfővárosi Honvéd utcai fiúpolgári növendékeként kezdte. 1937–1938-ban a Felső Kereskedelmi Akadémia diákja volt. 1936-ban beiratkozott a Fodor Zeneiskolába. Az első évtől kezdve zongora tanszakon Kadosa Pál tanítványa volt. 1938/1939-ben a zongora mellett a jazz-zongora tanszak III. közép osztályát is megkezdte Losonczy Dezsőnél. 1941 és 1943 között Bródy Tamásnál folytatta jazz-zongora tanulmányait. A karmesterséget Ferencsik János tanította számára. 1943 áprilisában a Fodor Zeneiskolában adta első önálló jazz-hangversenyét. Rövid időn át a Fodor Zeneiskola jazz-zongora tanára volt.  
1943. július 27-én – feltehetőleg apja közbenjárásra – a budapesti rendőrkapitányság kiadott egy igazolást, amelyben tudatták, hogy Balassa Tamás a főkapitányság légóparancsnokságán mint segédrendőr, gépkocsivezetőként teljesít szolgálatot.
1943. október 4-én behívták munkaszolgálatra. Először Hódmezővásárhelyre vezényelték, ahonnan Újvidékre, közelebbről Kabol település határába meneteltették, hogy aztán a Cegléd közeli Csemőn, s végül Kárpátalján, Tiszaborkút községeknél „védje a hont”. 1944 áprilisától már hadműveleti területeken szolgált (Mikulicsin, Dóra, Beregszász). 1945 januárjában Aradon, rövid orosz fogság után szabadult fel.
1945. május 1-jén a Szent István-bazilikában kikeresztelkedett a katolikus vallásra.
1946 márciusában házasságot kötött Csángó Yvette-tel, Csángó Pál vaskereskedő és Klein Herta lányával. Felesége, akivel 1939-ben ismerkedett meg, szüleivel Budapesten élte túl a vészkorszakot.
1950 és 1954 között zenei vezetője és karmestere volt a Vidám Színháznak, 1954-től 1959-ig tagja, illetve hangszerelője volt a Magyar Rádió Tánczenekarának, 1959 és 1985 között pedig ugyanitt tanított a tánczenei stúdióban. 1977-től 1982-ig vezetője volt az Országos Szórakoztatózenei Központ Stúdiójának. Szerzeményei szimfonikus művek, szórakoztató zenei kompozíciók, illetve táncdalok és sanzonok. Több Táncdalfesztiválon szerepelt mint karmester.
Hosszú szenvedést követően, 87 éves korában érte a halál, családtagjai körében. Szűk családi körben temették el.

## Filmes munkája
- Egy erkölcsös éjszaka (1977) zeneszerző

## Származása
| Balassa Péter Tamás (Budapest, 1922. nov. 17.– Budapest, 2010. okt. 18.) | Apja: Balassa Árpád 1916-ig Berger Árpád (Budapest, 1894. ápr. 6.– Budapest, 1984. ápr. 27.) építészmérnök, építőmester | Apai nagyapja: Berger Lajos szül. Berger Lázár (Óbuda, 1861. márc. 20.– Budapest, 1923. aug. 8.) könyvelő, cégvezető         | Apai nagyapai dédapja: Berger Antal szül. Berger Áron (Óbuda, kb. 1828– Budapest, 1890. márc. 8.) közszolga |
| Balassa Péter Tamás (Budapest, 1922. nov. 17.– Budapest, 2010. okt. 18.) | Apja: Balassa Árpád 1916-ig Berger Árpád (Budapest, 1894. ápr. 6.– Budapest, 1984. ápr. 27.) építészmérnök, építőmester | Apai nagyapja: Berger Lajos szül. Berger Lázár (Óbuda, 1861. márc. 20.– Budapest, 1923. aug. 8.) könyvelő, cégvezető         | Apai nagyapai dédanyja: Herman Magdolna (Léni) (Alsókorompa, kb. 1832– Budapest, 1899. nov. 4.)             |
| Balassa Péter Tamás (Budapest, 1922. nov. 17.– Budapest, 2010. okt. 18.) | Apja: Balassa Árpád 1916-ig Berger Árpád (Budapest, 1894. ápr. 6.– Budapest, 1984. ápr. 27.) építészmérnök, építőmester | Apai nagyanyja: Hirsch Regina (Pest, 1863. febr. 6.– Budapest, 1945. dec. 14.)                                               | Apai nagyanyai dédapja: Hirsch József kávés                                                                 |
| Balassa Péter Tamás (Budapest, 1922. nov. 17.– Budapest, 2010. okt. 18.) | Apja: Balassa Árpád 1916-ig Berger Árpád (Budapest, 1894. ápr. 6.– Budapest, 1984. ápr. 27.) építészmérnök, építőmester | Apai nagyanyja: Hirsch Regina (Pest, 1863. febr. 6.– Budapest, 1945. dec. 14.)                                               | Apai nagyanyai dédanyja: Weintraub Janka                                                                    |
| Balassa Péter Tamás (Budapest, 1922. nov. 17.– Budapest, 2010. okt. 18.) | Anyja: Radó Lili (Budapest, 1896. jún. 5.– Budapest, 1977. szept. 19.) költő, ifjúsági író, műfordító                   | Anyai nagyapja: Radó Lajos 1885-ig Rosenblüth Lajos (Kisvárda, 1863. júl. 16.– Budapest, 1915. jún. 27.) köz- és váltóügyvéd | Anyai nagyapai dédapja: Rosenblüth Bernát kisvárdai orvos                                                   |
| Balassa Péter Tamás (Budapest, 1922. nov. 17.– Budapest, 2010. okt. 18.) | Anyja: Radó Lili (Budapest, 1896. jún. 5.– Budapest, 1977. szept. 19.) költő, ifjúsági író, műfordító                   | Anyai nagyapja: Radó Lajos 1885-ig Rosenblüth Lajos (Kisvárda, 1863. júl. 16.– Budapest, 1915. jún. 27.) köz- és váltóügyvéd | Anyai nagyapai dédanyja: Fuchs Johanna                                                                      |
| Balassa Péter Tamás (Budapest, 1922. nov. 17.– Budapest, 2010. okt. 18.) | Anyja: Radó Lili (Budapest, 1896. jún. 5.– Budapest, 1977. szept. 19.) költő, ifjúsági író, műfordító                   | Anyai nagyanyja: Vadász Mária szül. Weinberger Mária (Kisvárda, 1865. febr. 17.– Csömör-Pusztaszentmihály, 1898. júl. 29.)   | Anyai nagyanyai dédapja: Weinberger Ignác vegyeskereskedő                                                   |
| Balassa Péter Tamás (Budapest, 1922. nov. 17.– Budapest, 2010. okt. 18.) | Anyja: Radó Lili (Budapest, 1896. jún. 5.– Budapest, 1977. szept. 19.) költő, ifjúsági író, műfordító                   | Anyai nagyanyja: Vadász Mária szül. Weinberger Mária (Kisvárda, 1865. febr. 17.– Csömör-Pusztaszentmihály, 1898. júl. 29.)   | Anyai nagyanyai dédanyja: Berger Ilka                                                                       |